# George Knobel
George Knobel (Roosendaal, 1922. december 10. – Roosendaal, 2012. május 5.) Európa-bajnoki bronzérmes holland labdarúgóedző.

## Pályafutása
1966 és 1969 között az amatőr VV Baronie csapatának az edzője volt. 1969 és 1973 között az MVV Maastricht, 1973-74-ben az Ajax vezetőedzője volt. Az Ajax-szal 1973-ban megnyerte az UEFA-szuperkupát. 1974-ben, a világbajnokságot követően a holland válogatott szövetségi kapitánya lett. Az 1976-os jugoszláviai Európa-bajnokságon bronzérmes lett a csapattal. Összesen 15 mérkőzésen ült a válogatott kispadján, ebből kilenc ért véget győzelemmel, egy döntetlennel és öt vereséggel. Az Európa-bajnokság után visszatért az MVV Maastrichthoz, ahol újabb két évig dolgozott. 1979-ben és 1980-ban rövid ideig a belga Beerschot vezetőedzője volt. 1980-81-ben Hongkongban tevékenykedett. Először a hongkongi válogatott szövetségi kapitánya volt, majd a Seiko SA szakmai munkáját irányította. 1982-ben ismét Hollandiában dolgozott. A Willem II csapatánál tevékenykedett rövid ideig. 1985-ben még egyszer visszatért Hongkongba a Seiko SA együtteséhez, majd befejezte az edzői pályafutását és nyugdíjba vonult.

## Sikerei, díjai
Hollandia
- Európa-bajnokság
  - bronzérmes: 1976, Jugoszlávia

 Ajax
- UEFA-szuperkupa
  - győztes: 1973

## Statisztika

### Mérkőzései holland szövetségi kapitányként
| Hollandia | Hollandia            | Hollandia                      | Hollandia     | Hollandia | Hollandia     | Hollandia      | Hollandia | Hollandia |
| #         | Dátum                | Helyszín                       | Hazai         | Eredmény  | Vendég        | Kiírás         | Gólok     | Esemény   |
| --------- | -------------------- | ------------------------------ | ------------- | --------- | ------------- | -------------- | --------- | --------- |
| 1.        | 1974. szeptember 4.  | Stockholm, Råsunda Stadion     | Svédország    | 1 – 5     | Hollandia     | barátságos     | -         |           |
| 2.        | 1974. szeptember 25. | Helsinki, Olimpiai Stadion     | Finnország    | 1 – 3     | Hollandia     | Eb-selejtező   | -         |           |
| 3.        | 1974. október 9.     | Rotterdam, Feijenoord Stadion  | Hollandia     | 1 – 0     | Svájc         | barátságos     | -         |           |
| 4.        | 1974. november 20.   | Rotterdam, Feijenoord Stadion  | Hollandia     | 3 – 1     | Olaszország   | Eb-selejtező   | -         |           |
| 5.        | 1975. április 30.    | Antwerpen, Bosuilstadion       | Belgium       | 1 – 0     | Hollandia     | barátságos     | -         |           |
| 6.        | 1975. május 17.      | Frankfurt, Waldstadion         | NSZK          | 1 – 1     | Hollandia     | barátságos     | -         |           |
| 7.        | 1975. május 31.      | Belgrád, JNA Stadion           | Jugoszlávia   | 3 – 0     | Hollandia     | barátságos     | -         |           |
| 8.        | 1975. szeptember 3.  | Nijmegen, Goffertstadion       | Hollandia     | 4 – 1     | Finnország    | Eb-selejtező   | -         |           |
| 9.        | 1975. szeptember 10. | Chorzów, Stadion Śląski        | Lengyelország | 4 – 1     | Hollandia     | Eb-selejtező   | -         |           |
| 10.       | 1975. október 15.    | Amszterdam, Olimpiai Stadion   | Hollandia     | 3 – 0     | Lengyelország | Eb-selejtező   | -         |           |
| 11.       | 1975. november 22.   | Róma, Olimpiai Stadion         | Olaszország   | 1 – 0     | Hollandia     | Eb-selejtező   | -         |           |
| 12.       | 1976. április 25.    | Rotterdam, Feijenoord Stadion  | Hollandia     | 5 – 0     | Belgium       | Eb-negyeddöntő | -         |           |
| 13.       | 1976. május 22.      | Brüsszel, Heysel Stadion       | Belgium       | 1 – 2     | Hollandia     | Eb-negyeddöntő | -         |           |
| 14.       | 1976. június 16.     | Zágráb, Maksimir Stadion (YUG) | Csehszlovákia | 3 – 1     | Hollandia     | Eb-elődöntő    | -         |           |
| 15.       | 1976. június 19.     | Zágráb, Maksimir Stadion       | Jugoszlávia   | 2 – 3     | Hollandia     | Eb 3. helyért  | -         |           |
|           | Összesen             |                                |               | –         | mérkőzés      |                | –         | gól       |